# Platschelpen
De platschelpen of Tellinidae is een familie tweekleppige schelpsoorten die behoort tot de orde der Cardiida.

## Schelpkenmerken
Het zijn dunne, platte, ovale tot licht driehoekige schelpen. Ze zijn meestal ongelijkzijdig: aan de achterzijde vaak korter en iets naar recht gebogen. Bij veel soorten is de rechterklep iets groter en wat boller. Het oppervlak van de schelpen vertoont een concentrische sculptuur of is glad, soms met dwarsgroeven of een andere radiaire sculptuur. Ze vertonen vaak bonte kleuren en patronen.

## Habitat
Tellinen graven zich ondiep in in fijne, slikkige zand- of modderbodems. Veel soorten liggen onder het bodemoppervlak op de linkerzijde en tasten met lange of kortere, al dan niet van elkaar gescheiden sifons het bodemoppervlak af naar voedseldeeltjes.

## Voorkomen
Tellinidae zijn wereldwijd verspreid.

## Taxonomie
Twee onderfamilies:
- Macominae Olsson, 1961 hebben geen laterale slottanden
- Tellininae De Blainville, 1814 hebben wel laterale slottanden.

### Genera
Er zijn vele tientallen genusnamen in omloop. In vele standaardwerken worden de meeste soorten echter binnen het genus Tellina geplaatst met diverse genusnamen als subgenusnaam.
- Aenigmotellininae M. Huber, Langleit & Kreipl, 2015
  - Aenigmotellina Matsukuma, 1989
  - Coanyax M. Huber, Langleit & Kreipl, 2015
  - Pseudopsammobia M. Huber, Langleit & Kreipl, 2015
- Apolymetinae M. Huber, Langleit & Kreipl, 2015
  - Apolymetis Salisbury, 1929
  - Asthenometis M. Huber, Langleit & Kreipl, 2015
  - Leporimetis Iredale, 1930
- Arcopagiinae M. Huber, Langleit & Kreipl, 2015
  - Arcopagia Brown, 1827
  - Bartrumia Marwick, 1934 †
  - Barytellina Marwick, 1924 †
  - Dellius M. Huber, Langleit & Kreipl, 2015
  - Finlayella Laws, 1933 †
- Gastraninae M. Huber, Langleit & Kreipl, 2015
  - Gastrana Schumacher, 1817
  - Pseudomacalia M. Huber, Langleit & Kreipl, 2015
- Macominae Olsson, 1961
  - Cymatoica Dall, 1889
  - Heteromacoma Habe, 1952
  - Macalia H. Adams, 1861
  - Macoma Leach, 1819
  - Praetextellina M. Huber, Langleit & Kreipl, 2015
  - Psammotreta Dall, 1900
  - Pulvinus Scarlato, 1965
  - Scissulina Dall, 1924
  - Sylvanus M. Huber, Langleit & Kreipl, 2015
  - Temnoconcha Dall, 1921
- Moerellinae M. Huber, Langleit & Kreipl, 2015
- Phyllodainae M. Huber, Langleit & Kreipl, 2015
- Strigillinae Habe, 1977
  - Strigilla Turton, 1822
- Tellininae Blainville, 1814
  - Abranda Iredale, 1924
  - Afsharius M. Huber, Langleit & Kreipl, 2015
  - Agnomyax Stewart, 1930
  - Alaona M. Huber, Langleit & Kreipl, 2015
  - Ameritella M. Huber, Langleit & Kreipl, 2015
  - Angulinides M. Huber, Langleit & Kreipl, 2015
  - Angulus Megerle von Mühlfeld, 1811
  - Atlantella M. Huber, Langleit & Kreipl, 2015
  - Bathyangulus M. Huber, Langleit & Kreipl, 2015
  - Bosemprella M. Huber, Langleit & Kreipl, 2015
  - Cadella Dall, Bartsch & Rehder, 1938
  - Confusella M. Huber, Langleit & Kreipl, 2015
  - Elliptotellina Cossmann, 1886
  - Exotica Jousseaume in Lamy, 1918
  - Hanleyanus M. Huber, Langleit & Kreipl, 2015
  - Herouvalia Cossmann, in Harris & Burrows, 1891
  - Idatellina M. Huber, Langleit & Kreipl, 2015
  - Indentina M. Huber, Langleit & Kreipl, 2015
  - Indotellina M. Huber, Langleit & Kreipl, 2015
  - Iridona M. Huber, Langleit & Kreipl, 2015
  - Jitlada M. Huber, Langleit & Kreipl, 2015
  - Loxoglypta Dall, Bartsch & Rehder, 1938
  - Macomona Finlay, 1926
  - Moerella P. Fischer, 1887
  - Nitidotellina Scarlato, 1961
  - Oudardia Monterosato, 1884
  - Pallidea M. Huber, Langleit & Kreipl, 2015
  - Peronaea Poli, 1791
  - Pristipagia Iredale, 1936
  - Pseudarcopagia Bertin, 1878
  - Pseudocadella M. Huber, Langleit & Kreipl, 2015
  - Pseudotellidora M. Huber, Langleit & Kreipl, 2015
  - Scutarcopagia Pilsbry, 1918
  - Semelangulus Iredale, 1924
  - Senegona M. Huber, Langleit & Kreipl, 2015
  - Serratina Pallary, 1920
  - Tampaella M. Huber, Langleit & Kreipl, 2015
  - Tellidora H. Adams & A. Adams, 1856
  - Tellina Linnaeus, 1758
  - Tellinangulus Thiele, 1934
  - Tellinella Mörch, 1853
  - Tellinides Lamarck, 1818
  - Tellinota Iredale, 1936
  - Tonganaella M. Huber, Langleit & Kreipl, 2015

### Soorten
Aan de Europese kusten komen de volgende soorten voor:
- Angulus pygmaeus (Lovén, 1846)
- Angulus tenuis (da Costa, 1778) - Tere platschelp
- Angulus fabula (Gmelin, 1791) - Rechtsgestreepte platschelp
- Angulus incarnatus (Linnaeus, 1758)
- Angulus planatus (Linnaeus, 1758) - Brede Mediterrane platschelp
- Arcopagia balaustina (Linnaeus, 1758)
- Arcopagia crassa (Pennant, 1777) - Stevige platschelp
- Gastrana fragilis (Linnaeus, 1758)
- Macoma balthica (Linnaeus, 1758) - Nonnetje
- Macoma calcarea (Gmelin, 1791) - Ovaal nonnetje
- Macoma cumana (Costa O.G., 1829)
- Macoma melo (Sowerby G.B. III, 1866)
- Moerella donacina (Linnaeus, 1758) - Stralende platschelp
- Psammotreta praerupta (Salisbury, 1934)
- Strigilla pseudocarnaria Boss, 1969
- Tellina compressa Brocchi, 1814
- Tellina distorta Poli, 1791
- Tellina nitida Poli, 1791
- Tellina pulchella Lamarck, 1818
- Tellina punicea Born, 1778
- Tellina serrata Brocchi, 1814
- Tellina valtonis Hanley, 1844

Buiten Europa vindt men onder andere de volgende soorten:
- Tellina foliacea (Linnaeus, 1758) - Gevouwen platschelp
- Tellina linguafelis (Linnaeus, 1758) - Kattentongplatschelp
- Tellina listeri Röding, 1798 - Gevlekte platschelp
- Tellina pulcherrina Sowerby, 1825 - Geschubde zonnestraalplatschelp
- Tellina radiata Linnaeus, 1758 - Zonsopgangplatschelp
- Tellina rostrata Linnaeus, 1758 - Snavelplatschelp
- Tellina scobinata (Linnaeus, 1758) - Ronde raspplatschelp
- Tellina virgata (Linnaeus, 1758) - Paarsroze platschelp

## Afbeeldingen

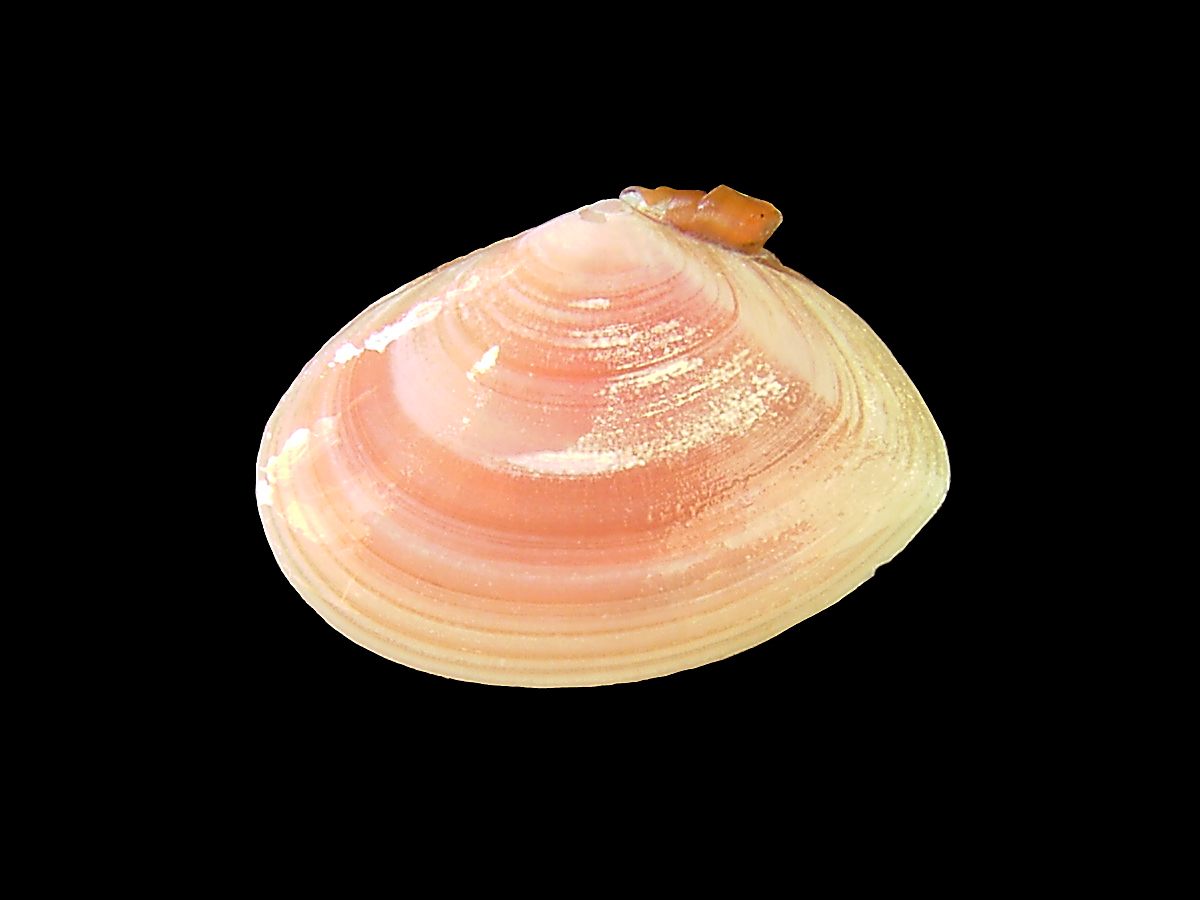
Angulus tenuis
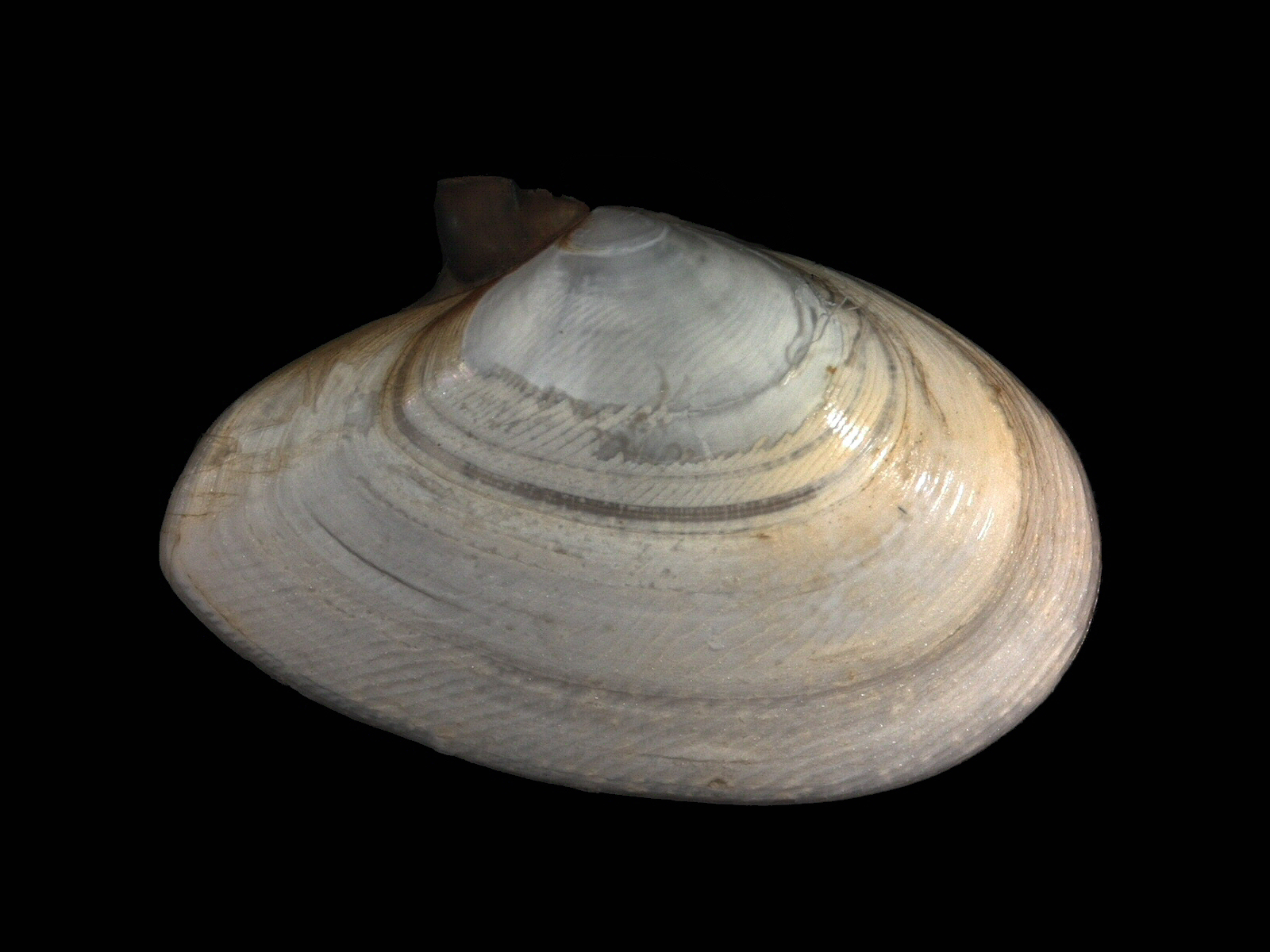
Angulus fabula
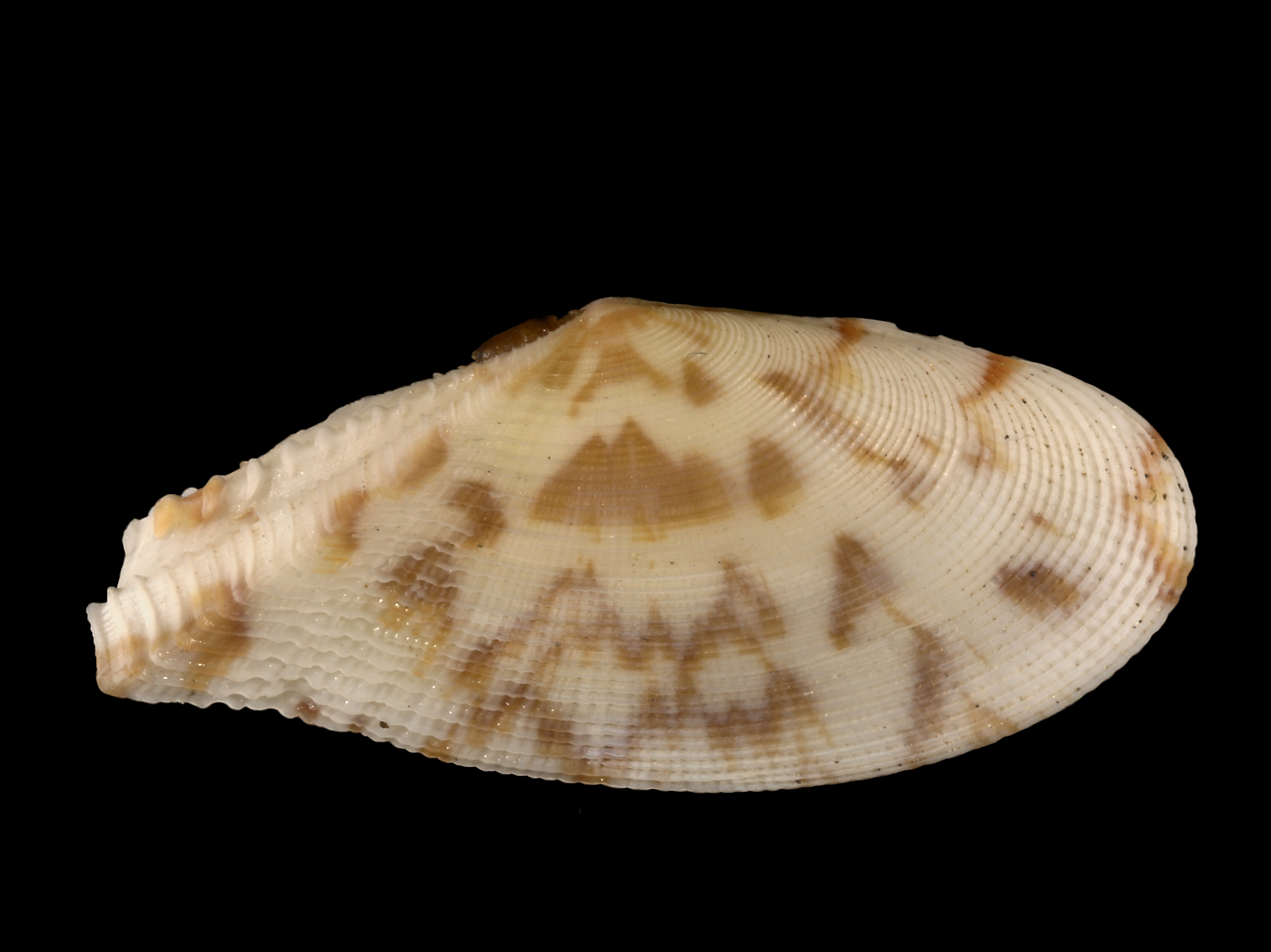
Tellinella listeri
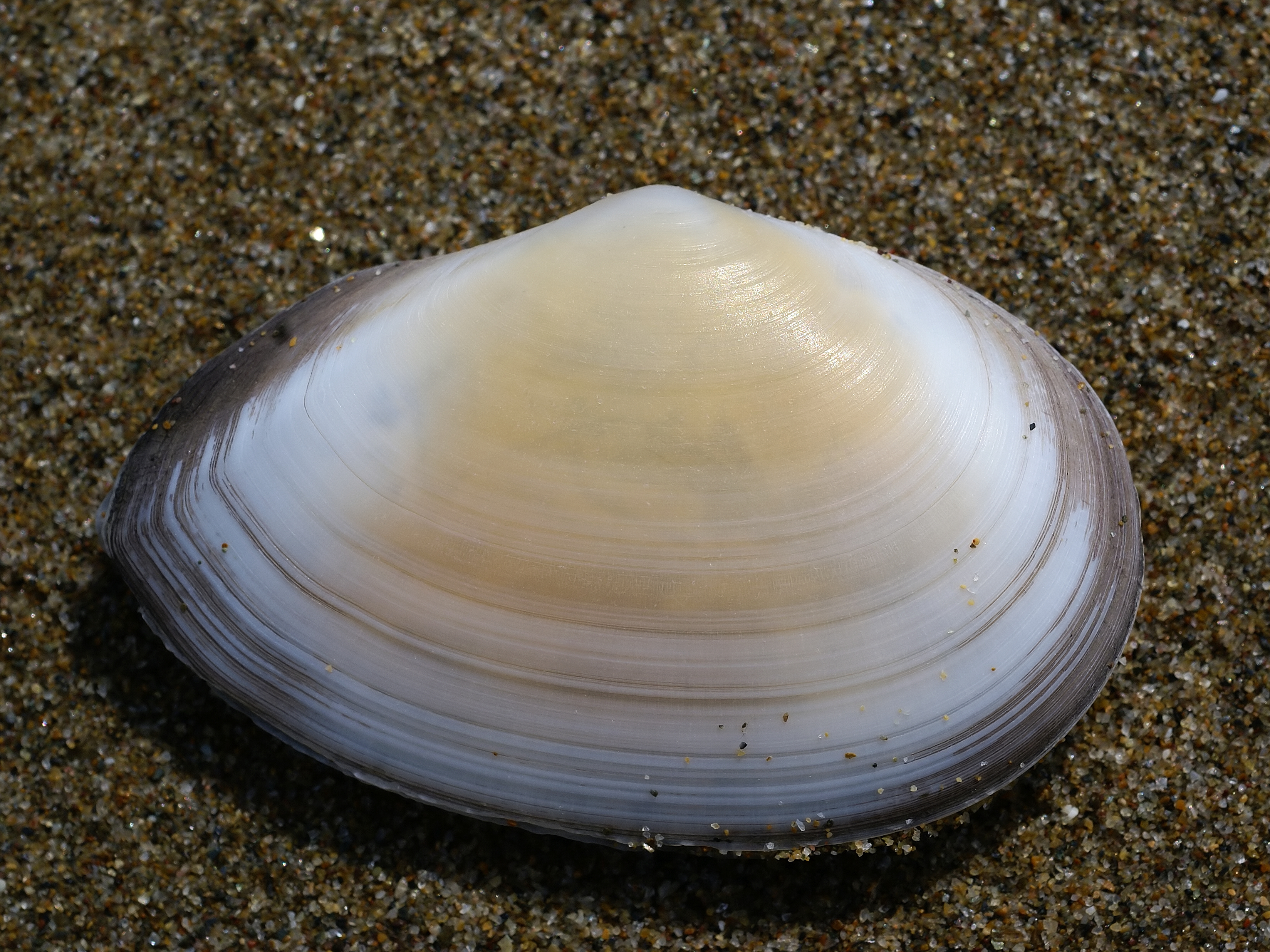
Angulus planatus
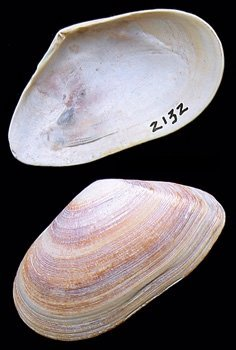
Tellina distorta
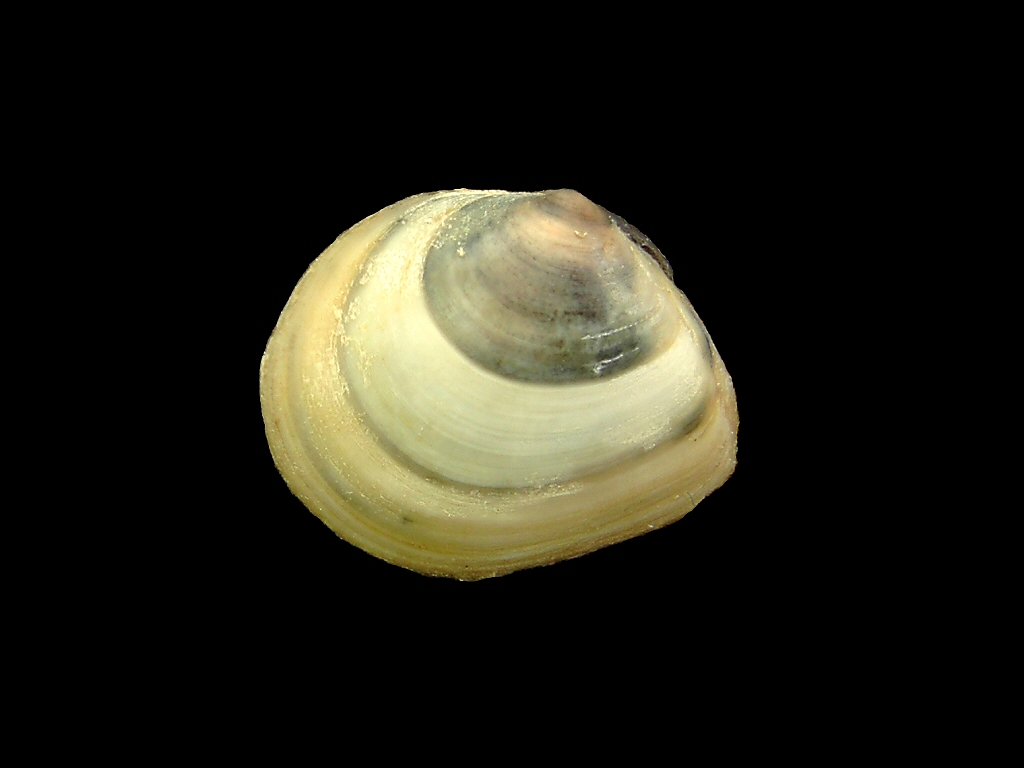
Macoma balthica
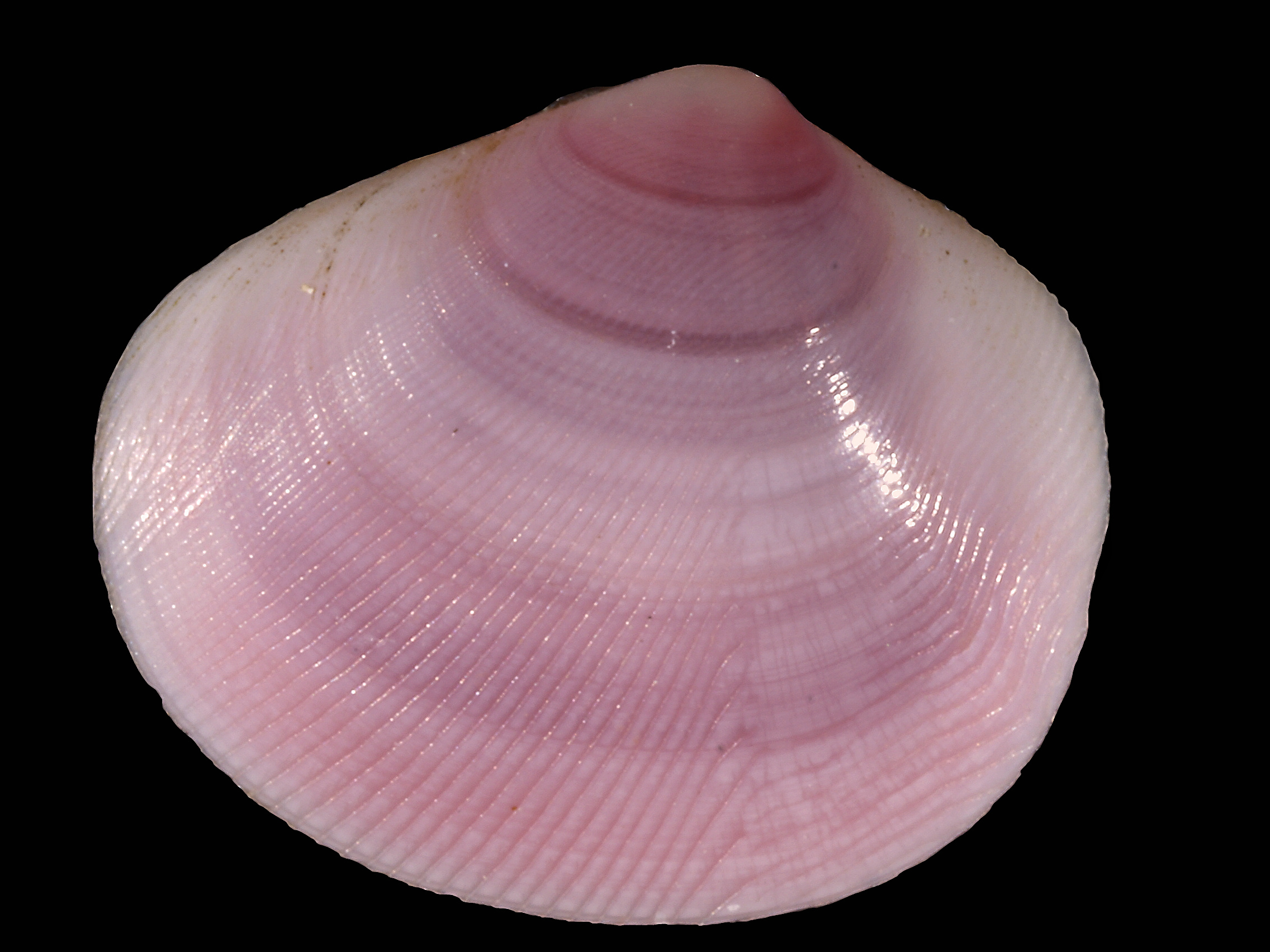
Strigilla carnaria
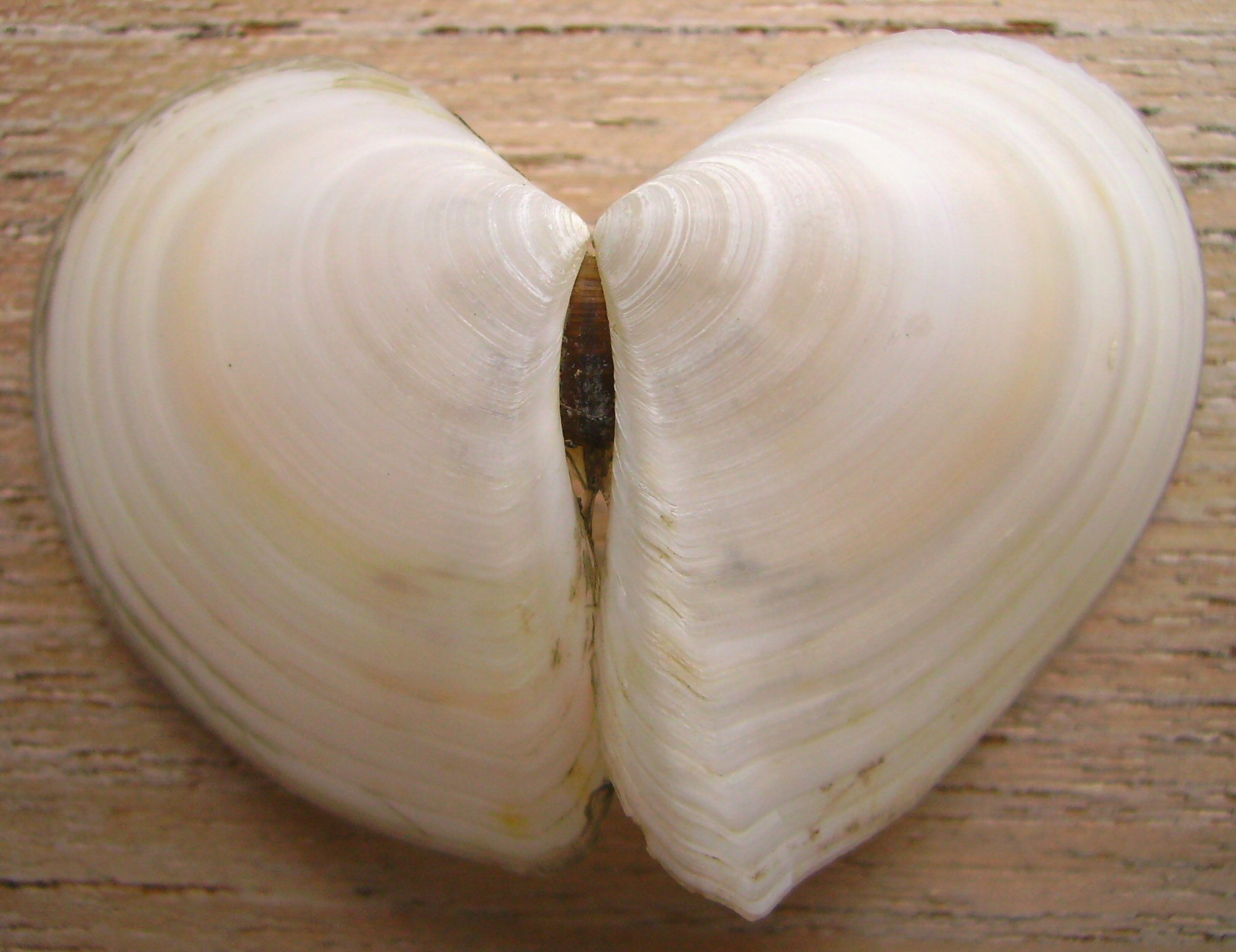
Macomona liliana
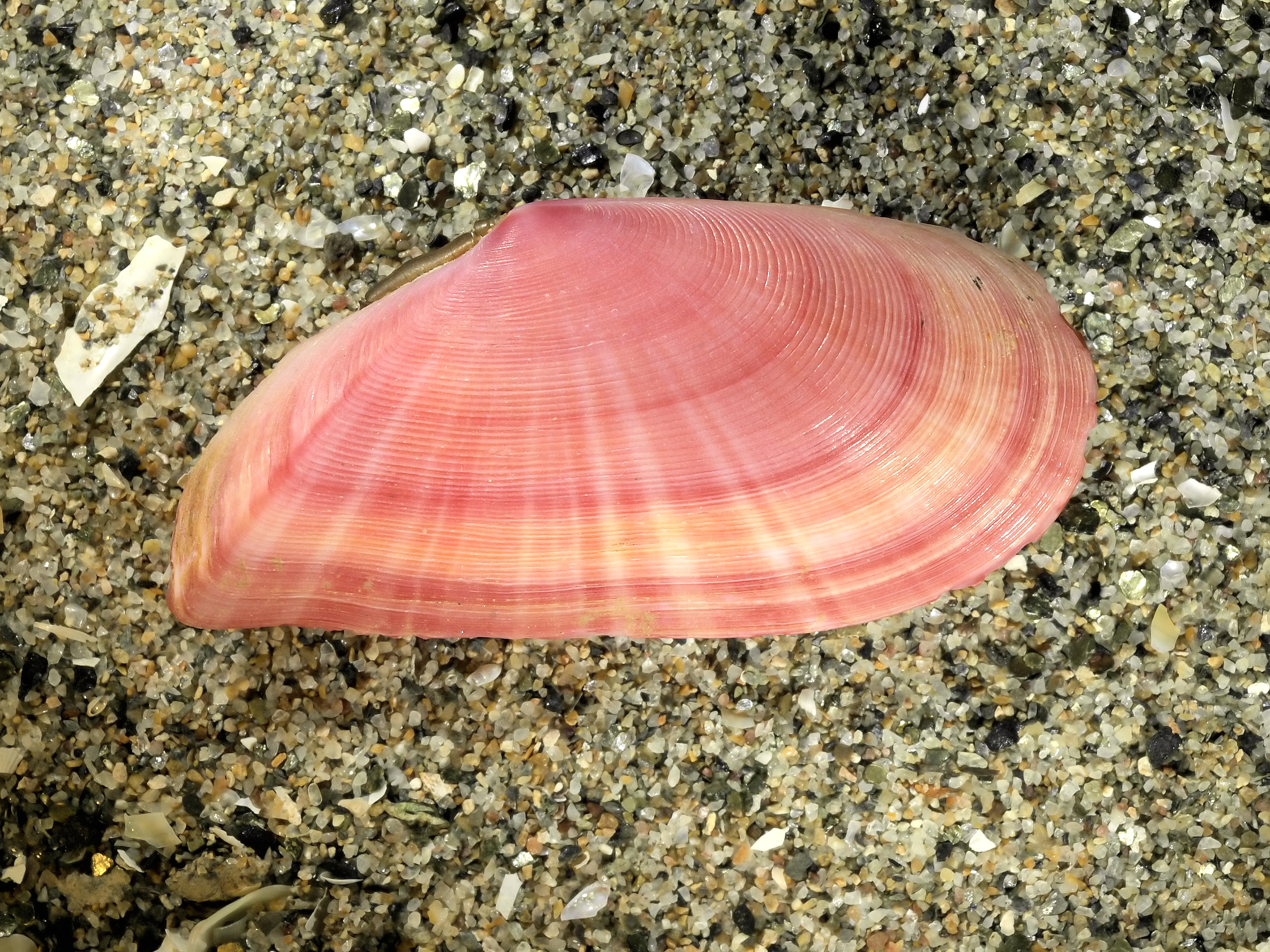
Tellina pulchella
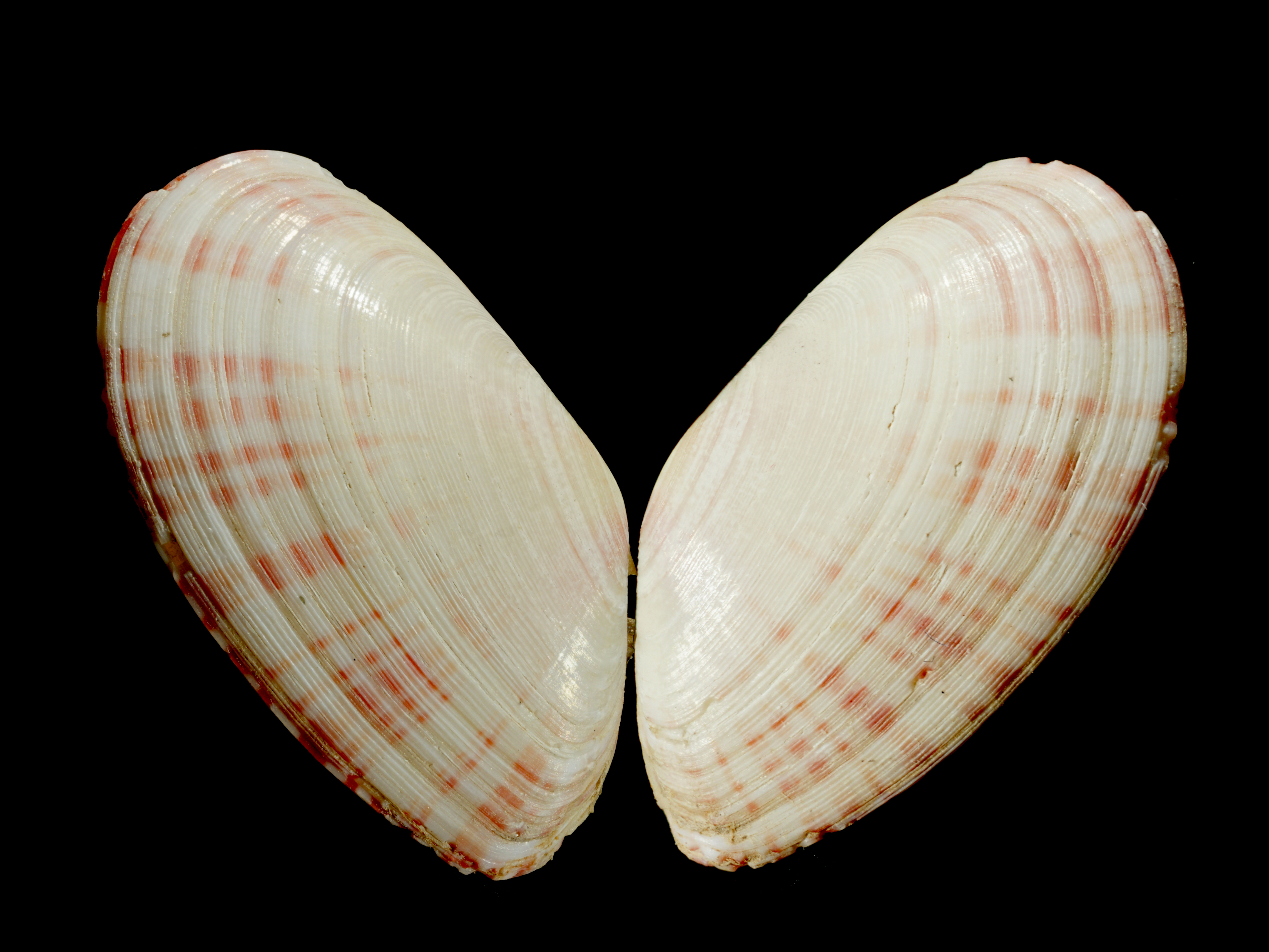
Moerella donacina
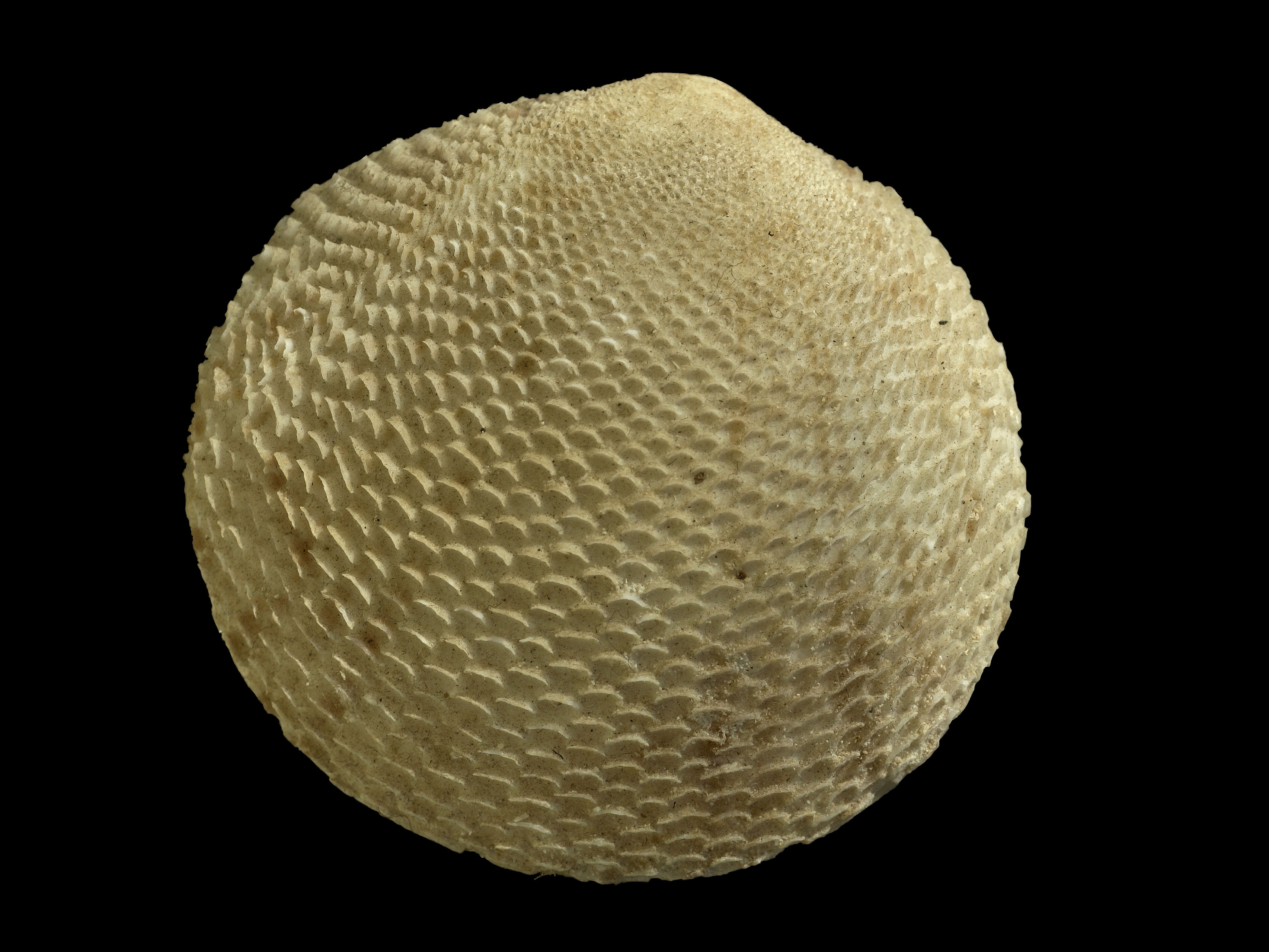
Scutarcopagia scobinata